# Кандер (река)
Кандер (на немски Kander) е река в Швейцария, кантон Берн. Дължина - 44 км, водосборен басейн - 1094 кв. км. След Аар тя е втората по големина река, която се влива в Тунското езеро и по този начин е негов приток. Естественото ѝ легло е стигало директно до Аар точно под град Тун, но през 1714 г. е била отклонена в езерото. Извира от подножието на главния хребет на Бернските Алпи, от ледника Кандерфирн, на височина 2300 м. Спуска се с голям наклон (2,5%) между приказнокрасивите върхове на Бернски Оберланд. Има множество притоци, разположени ветрилообразно. Един от тях - Зиме - е по-дълъг от самата река Кандер. Той тече по долината Обер Зиментал, която остава на запад и след голяма дъга се слива с нея на 2-3 км преди езерото. Това е причина Кандер да е пълноводна река - средният ѝ годишен отток е 32 куб. м/сек.
При град Кандерстег е създадена красива панорамна пътека с дължина 12,4 км, която може да се минава с колело или пеша.